# Istället för abrakadabra
Istället för abrakadabra é um curta-metragem de 2010 dirigido por Patrik Eklund e produzido por Mathias Fjellström. Como reconhecimento, foi nomeado ao Oscar 2010 na categoria de Melhor Curta-metragem.